# 國家儲蓄及投資銀行

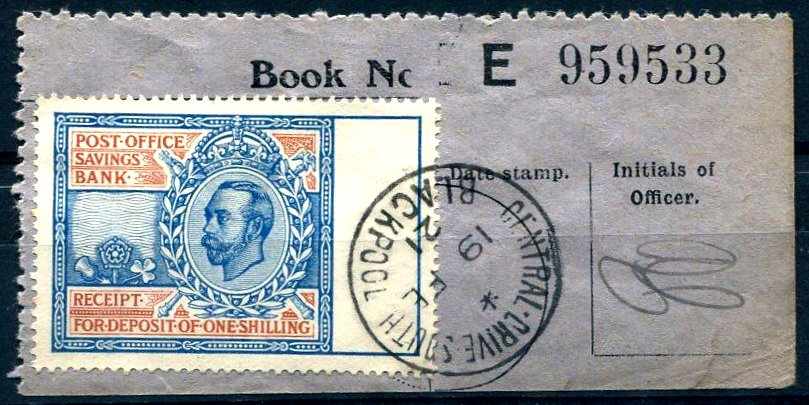
1921年郵政儲蓄銀行的1先令收據

國家儲蓄及投資銀行（[] 错误：{{Lang-xx}}：拉丁字母轉寫（帮助），前稱：郵政儲蓄銀行及國家儲蓄銀行）是英國一家儲蓄銀行，亦為英國政府財政部部門之一。 該銀行提供免稅並獲英國政府全額保障的存款產品，並為英國政府提供9%的財政赤字支援。

## 產品及服務
該银行提供儲蓄戶口、投资戶口、收息债券、彩票债券（Premium Bonds）等。截至2020年底，該银行總存款為316億英磅。